# النهر الأبيض الضيق
النَهر الأبيض الضيق هو وادٍ متعرج يقع في منطقة ويبا سبرينج البرية [الإنجليزية]، وهو جزء من نصب الحوض والميدان التذكاري الوطني [الإنجليزية]، في نيفادا، ويشتهر بفنونهِ الصخرية المتنوعة.

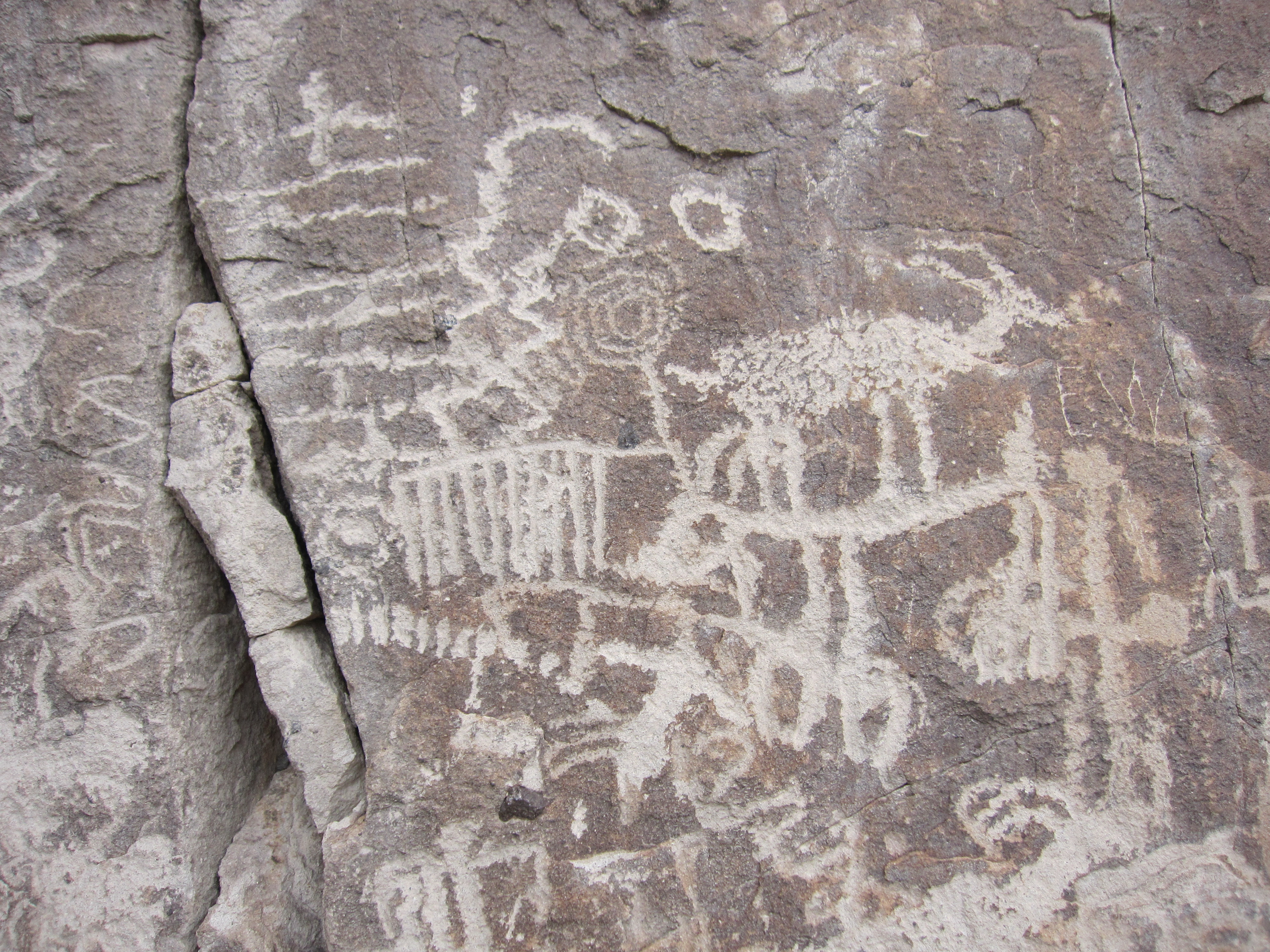
صورة تُظهر
تفاصيل لوحة صخرية في النهر الأبيض الضيق من شرق ولاية نيفادا.

تم نحت هذا الوادي على ضفاف النهر الأبيض (نيفادا) خلال العصر الجليدي. ويُعتبر موطنًا لواحدة من أكبر تجمعات الفن الصخري في عصور ما قبل التاريخ في شرق ولاية نيفادا. تغطي مواقع الفن الصخري أكثر من 4000 فدان وهي مدرجة في السجل الوطني للأماكن التاريخية في الولايات المُتحدة. يتكون الفن الصخري من نمطين، أحدهما مرتبط بالصيادين (تقليد الحوض والسلسلة الخاص بالسكان الأصليين) والآخر مرتبط بمجموعات فريمونت.

## مَوقِع
تقع منطقة النهر الأبيض الضيق الأثرية شمال هيكو، نيفادا بين منطقة تسمى كريستال سبرينج (بالإنجليزية: Crystal Springs) ومنطقة أُخرى تُسمى إلي وهي ظاهرة على طول طريق نيفادا السريع (رقم 318). يوجد بالمنطقة 6 مواقع منتشرة في جميع أنحاء المَمر الضيق الموجود في الوادي؛ حيث توجد نقوش صخرية تعود إلى 4000 عام حتى عصر فريمونت والقرن التاسع عشر، تمَّ نحتها في الأحجار الصخرية الناعمة والأحجار البركانية التي تُشَكِل معظم المُنحدرات الموجودة في هذا الوادي المتعرج.
قطَّع النهر الأبيض واديًا ضيقًا من خلال صخوره البركانية ذات الألوان الفاتحة (الريوليت)، مما وفر سلسلة من الألواح الصخرية الظَّاهرة بالمظهر الصحراوي غير المصقول التي حفر عليها السكان الأصليون ورُسِمَت عَليها تمثيلات (مثل الأغنام الكبيرة والأشكال البشرية) وغيرها.

## مَضمون ثَقافي
تتضمن تلك المنحوتات الموجودة في هذا الوادي الأثري أشكال الحياة الثقافية للشعوب الأمريكية الأصلية التي عاشت على حصاد النباتات (الزراعة) وتغَّذت على الحيوانات البرية منذ حوالي 4000 عام وحتى القرن التاسع عشر. على الرغم من أن المعاني الدقيقة للفن الصخري في الموقع قد تكون غير معروفة، إلا أنها تتصف بأنها مكان مهم لأولئك الذين صنعوا فنونًا خاصة بالفن القديم.